# Флаг Херсона
Флаг Херсона (укр. Прапор Херсона) — официальный символ города Херсона Херсонской области Украины. Утверждён решением Херсонского горисполкома № 402 от 5 октября 1995 с изменениями от 30 мая 2005 года (решение № 857).

## Описание
Флаг представляет собой три синие полосы на белом фоне; средняя полоса в два раза шире крайних. В центре флага изображён герб города. Соотношение сторон — 4:7.
Синие полосы символизирует ветвления Днепра на три рукава: Бакай, Рвач и Конка.

## История
Первый флаг Херсона утвержден решением горисполкома № 402 от 5 октября 1995 года. 30 мая 2005 года решением горисполкома № 857 утверждена обновлённая версия флага — с новым изображением городского герба в центре. 
25 октября 2012 года решением горсовета № 858 утверждено «Положение о содержании, описании и порядке использования символики Херсона». В приложении приведён рисунок флага с соотношением сторон 4:7.
В 2020 году херсонский историк, член  Украинского геральдического общества Алексей Паталах предложил свой проект нового флага Херсона, основой которого стал герб Херсонского пикинёрного полка, сформированного в 1775 году преимущественно из казаков-запорожцев:

Хоругвь города представляет собой квадратное полотнище, разделённое горизонтально на два поля: красное и зелёное в пропорции 3:1, в центре которого жёлтый православный крест с тремя перекладинами. Хоругвь окружена по периметру обрамлением, которое разделено на одинаковые равнобедренные треугольники синего и жёлтого цветов, в углах обрамления жёлтые квадраты. Ширина обрамления составляет 1/10 стороны хоругви.

Флаг Херсона, 1995 г.
Герб Херсонского пикинёрного полка, 1775
Проект флага Херсона, 2020 г.